# Ferrari 166 F2
Ne doit pas être confondu avec Ferrari Dino 166 F2.
Chronologie des modèles (1948 - 1951)
Ferrari 125 S Ferrari 195 S
La Ferrari 166 F2 est une monoplace de Formule 2 de l'écurie Ferrari qui a permis au pilote argentin Juan Manuel Fangio de se faire connaître en Europe.

## Histoire
Inspirée de la Ferrari 125 F1, la 166 F2 en reprend le châssis qui sera amélioré et surbaissé avec un empattement plus long qui améliore la stabilité dans les virages. Les roues avant sont indépendantes et l'arrière est équipé d'un essieu rigide, remplacé dès 1950 par un essieu de Dion.
La Ferrari 166 F2 fut la première d'une longue série de voitures comprend la famille 166. Après la 166 F2, Ferrari présenta la 166 S, la 166 Inter et la 166 MM.
La Ferrari 166 F2 a débuté en course lors du Grand Prix de Florence le 26 septembre 1948 remporté par le pilote français Raymond Sommer, surnommé le Sanglier des Ardennes.

## Historique

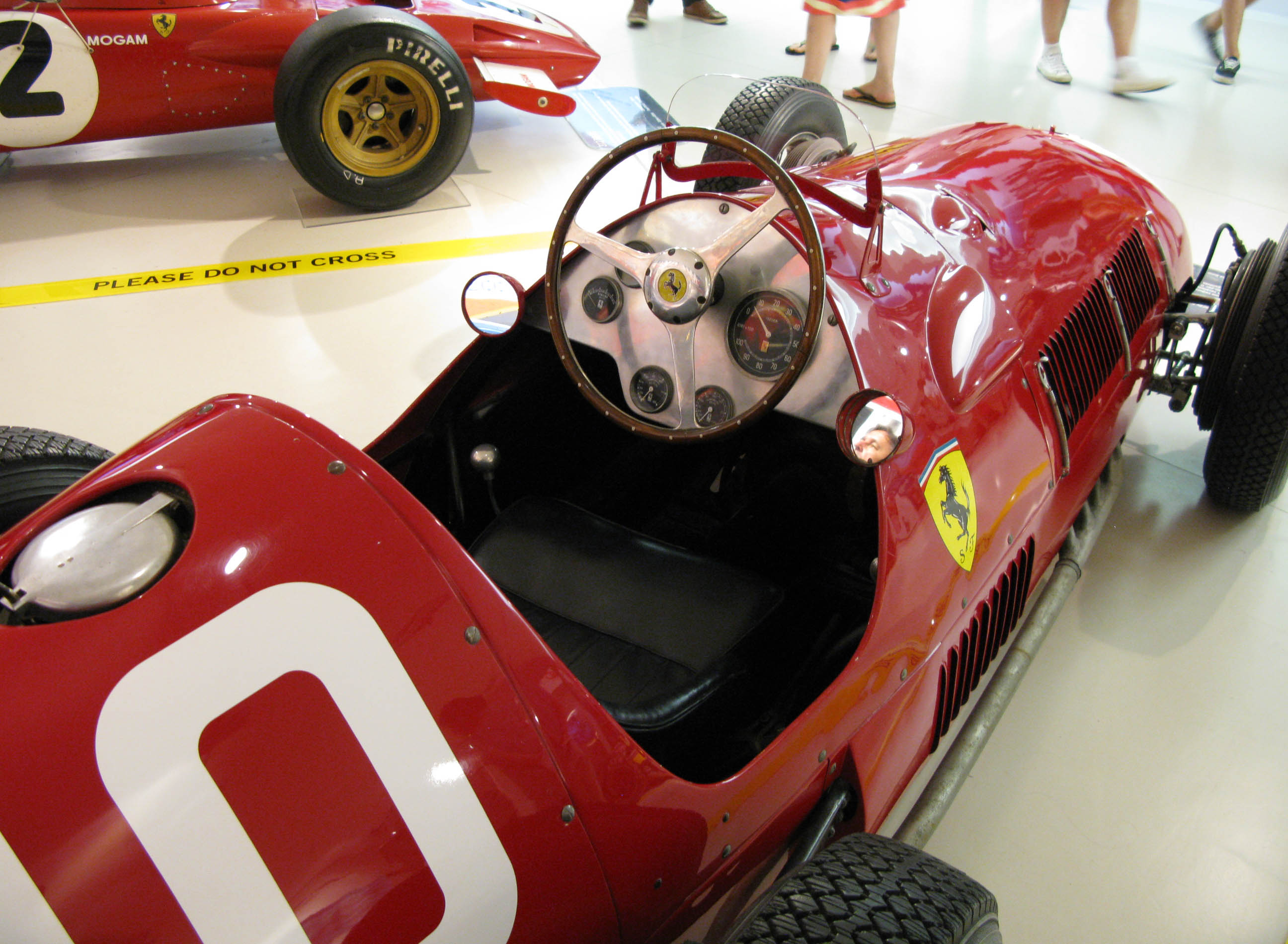
Poste de pilotage de la Ferrari 166 F2.

La Ferrari 166 F2 a été conçue autour du moteur Ferrari V12 de 2 litres qui équipait déjà les versions 166 « civiles GT » à roues couvertes, mais dont la puissance avait été portée à 150 ch grâce à l'adoption de trois carburateurs Weber 32DCF en lieu et place d'un seul sur les versions sport.
La Ferrari 166 F2, dont l'appellation dérivait principalement de sa destination à participer aux compétitions de Formule 2, fut la voiture qui fit connaître le pilote argentin Juan Manuel Fangio en Europe. Le modèle qu'il conduisait n'arbora jamais le rouge Ferrari mais une livrée bleu/jaune aux couleurs de l'Automobile Club argentin.
La 166 F2 a sans cesse évolué et deviendra de plus en plus compétitive jusqu'à dominer sans concession les courses de l'époque. Avec cette voiture, la Scuderia Ferrari remporta de très nombreuse victoires : 6 sur 13 courses en 1949, 13 sur 18 courses en 1950 et 1951 avec les pilotes Ascari, Villoresi et Fangio notamment.En 1950, la Ferrari 166 F2 portant le numéro 10 termine première du grand prix du cinquantenaire sur le circuit de parc Barbieux à Roubaix en France. Le pilote Raymond Sommer termina après 101 tours en 2 heures 20 minutes 21 secondes et 1 centième.

## Version 166 FL
En 1949, Ferrari lance la version 166 FL (pour Formule Libre) aussi appelée « 166 C America ». Ce modèle était une évolution de la version de base italienne uniquement destinée aux compétitions sur le continent sud américain en formule libre. La puissance de son moteur atteignait 260 ch à 7 000 tr/min. Cette voiture domina durant plusieurs saisons les Temporada argentines malgré l'âpre concurrence des Alfa Romeo, Maserati et autres Mercedes-Benz.
La 166 FL aux couleurs jaune et bleu de l'Argentine fut construite en 1949 pour les courses d'hiver en Argentine. La 166 FL fut la reine des hivers 1950 et 1951 et Gonzalez la mena à la victoire au GP de Buenos Aires en 1951. En 1953, trois victoires seront remportées par Villoresi et Ascari au volant d'une Ferrari 166 FL.

## Caractéristiques techniques
- Moteur : 
  - Dénomination : Ferrari Tipo 166 F2 (166 FL)
  - Disposition : 12 cylindres en V Ferrari
  - Cylindrée : 1 995,02 cm3
  - Alésage/course : 60 × 58,8 mm
  - Distribution : 2 soupapes par cylindre
  - Alimentation : 3 carburateurs Weber 32 DCF double corps (1 carburateur Weber 40 double corps plus turbocompresseur Roots)
  - Puissance : 160 ch à 7 000 tr/min - 310 ch à 7 000 tr/min avec turbocompresseur Roots
  - Régime maxi : 7 000 tr/min

- Transmission :
  - Boîte de vitesses longitudinale
  - Nombre de rapports : 5 vitesses et marche arrière
  - Vitesse maxi : 240 km/h (310 km/h)

- Châssis :
  - Monoplace tubulaire à longerons et traverses en treillis d'acier
  - Empattement : 2 160 mm
  - Voie avant : 	1 278 mm
  - Voie arrière : 1 250 mm
  - Poids : 560 kg
  - Réservoir : 150 L

- Suspensions :
  - Suspensions avant à roues indépendantes avec quadrilatères déformables et leviers
  - Pont arrière de type de Dion avec levier transversal

- Roues :
  - Jantes de 16 pouces
  - Pneumatiques des monoplaces officielles : Pirelli
  - Pneumatiques des monoplaces privées : Pirelli

## La Ferrari 166 F2 / FL de Juan Manuel Fangio
Voir le site consacré au pilote argentin et à sa Ferrari.